# Adone Comboni
Adone Comboni (Riva del Garda, 1880 – Milano, 1959) è stato un pittore e scultore italiano.

## Biografia
Si formò all'Accademia di belle arti di Venezia e in seguito a Brera. Esordì a Milano come scultore nel 1906, ma abbandonò in seguito la plastica per dedicarsi alla pittura. Viaggiò per i laghi lombardi, in Abruzzo e a Taormina. Espose prevalentemente a Milano, presso la Permanente e in diverse gallerie private: Pesaro (1924), Scopinich (1930), Ranzini (1958). Nel dopoguerra si trasferì a Merate.

## Opere
Dopo l'abbandono della scultura si dedicò soprattutto al paesaggio, che praticò anche grazie ai viaggi in diverse regioni italiane. Sue opere figurano a Milano nelle Collezioni d'arte della Fondazione Cariplo, nella Galleria d'arte moderna e nella quadreria dei benefattori dell'Ospedale Maggiore.